# Langres (Alto Marne)
Langres es una comuna francesa situada en el departamento de Alto Marne, en la región de Gran Este. Tiene una población estimada, a inicios de 2020, de 7682 habitantes.
Es famosa por el queso que lleva su nombre

## Demografía[1]
| 9577 | 10 846 | 11 437 | 10 468 | 9987 | 9586 | 7682 |
| Para los censos de 1962 a 1999 la población legal corresponde a la población sin duplicidades (Fuente: INSEE [Consultar]) |        |        |        |      |      |      |

## Geografía
La población se encuentra en un promontorio en el extremo septentrional de la meseta de Langres.

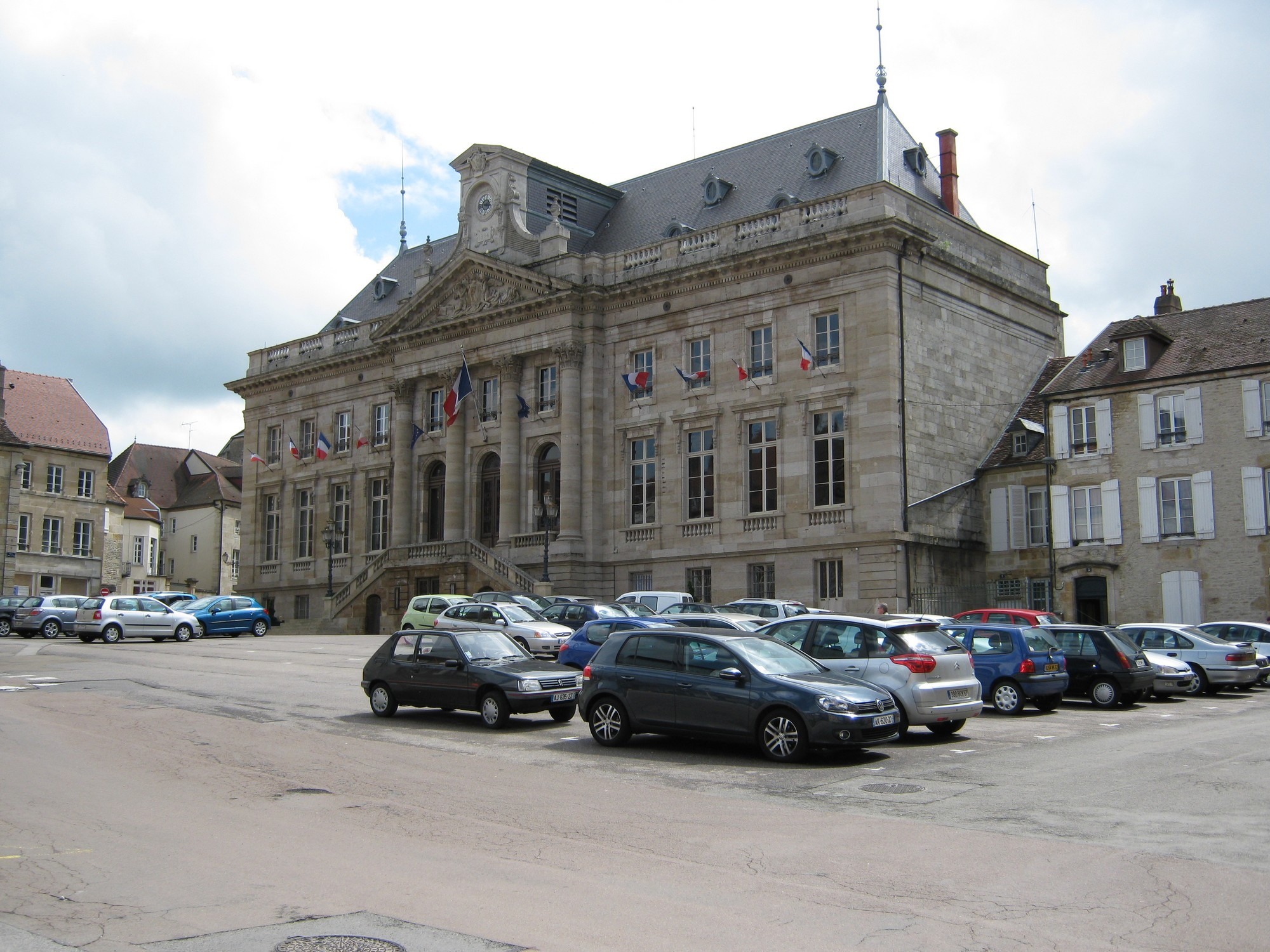
Ayuntamiento

Langres dispone de estación de ferrocarril y de accesos a la red de autopistas (enlaces a la A31 15 km al oeste y 10 km al norte) También se encuentra junto al Canal del Marne al Saona, navegable.

## Historia
Langres fue tomada y saqueada por los bárbaros en el año 407. Desde entonces, sus obispos residieron con frecuencia en Dijon.
San Gregorio, obispo de la ciudad en 506-538, fue el bisabuelo materno de Gregorio de Tours.

## Administración
El concejo municipal se compone de vientinueve concejales (conseillers municipaux). Uno de ellos es el alcalde y otros ocho son sus adjuntos. Tras las elecciones de 2008, veintidós concejales pertenecen al grupo mayoritario y siete a la oposición.

### Corlée[2]
En 1972, Langres absorbió la comuna de Corlée. Esta población tiene el estatuto de comuna asociada (commune associée), por lo que elige sus representantes al concejo municipal proporcionalmente a su población. Así, uno de los veintinueve concejeros municipales ha sido elegido por Corlée, mientras que los demás lo son en el resto de la comuna.

## Lugares y monumentos
- Arco galorromano. Se encuentra junto al Ayuntamiento.[8]
- Murallas.[3][8]
- Catedral de Saint-Mammès. De estilo gótico, fue construida entre 1140 y 1196.[3][8][12]
- Casa renacentista (Maison Renaissance).[3][8]
- Cuarteles Turenne, situados en la Ciudadela, al sur del casco antiguo.[3][13]

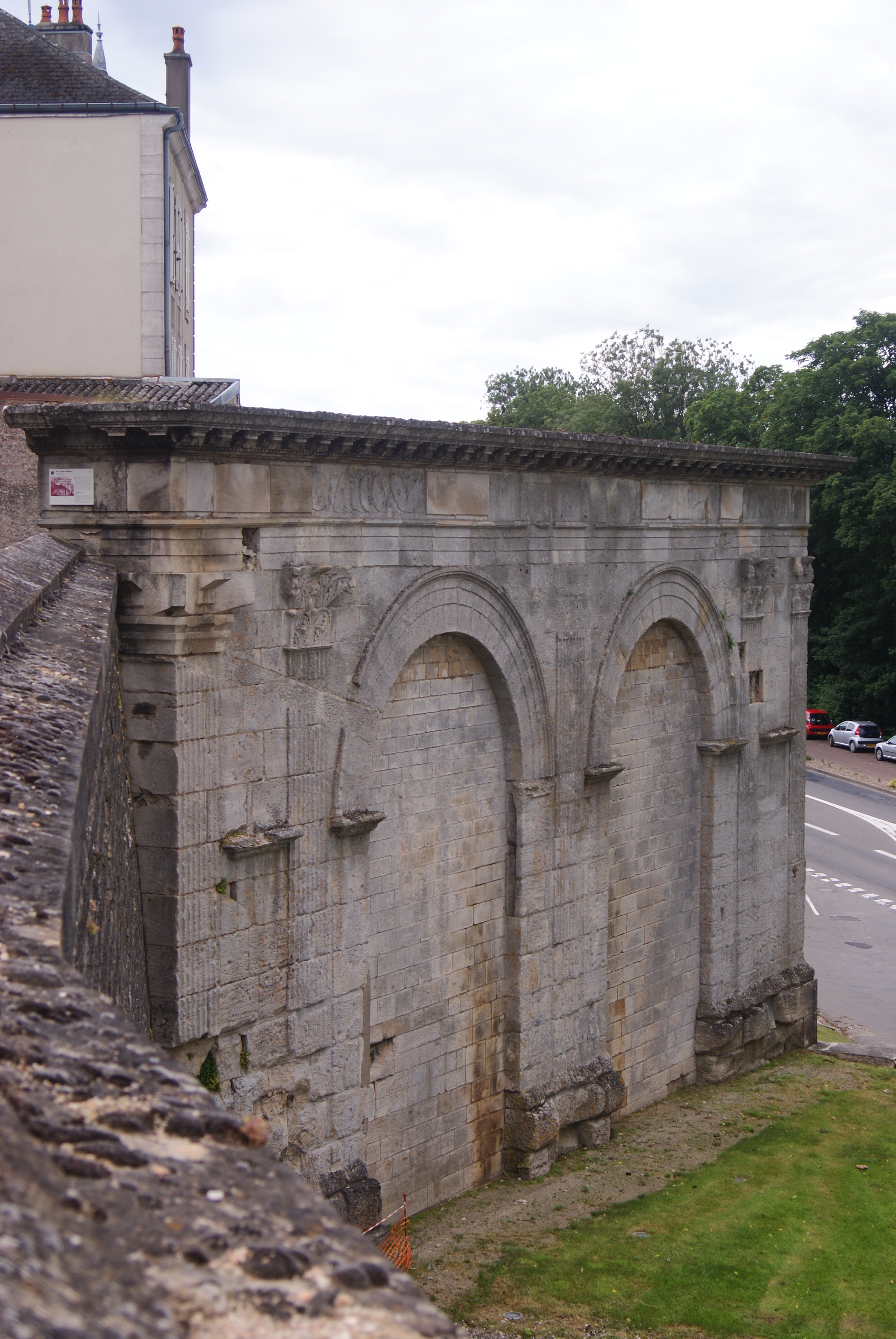
Arco galorromano.
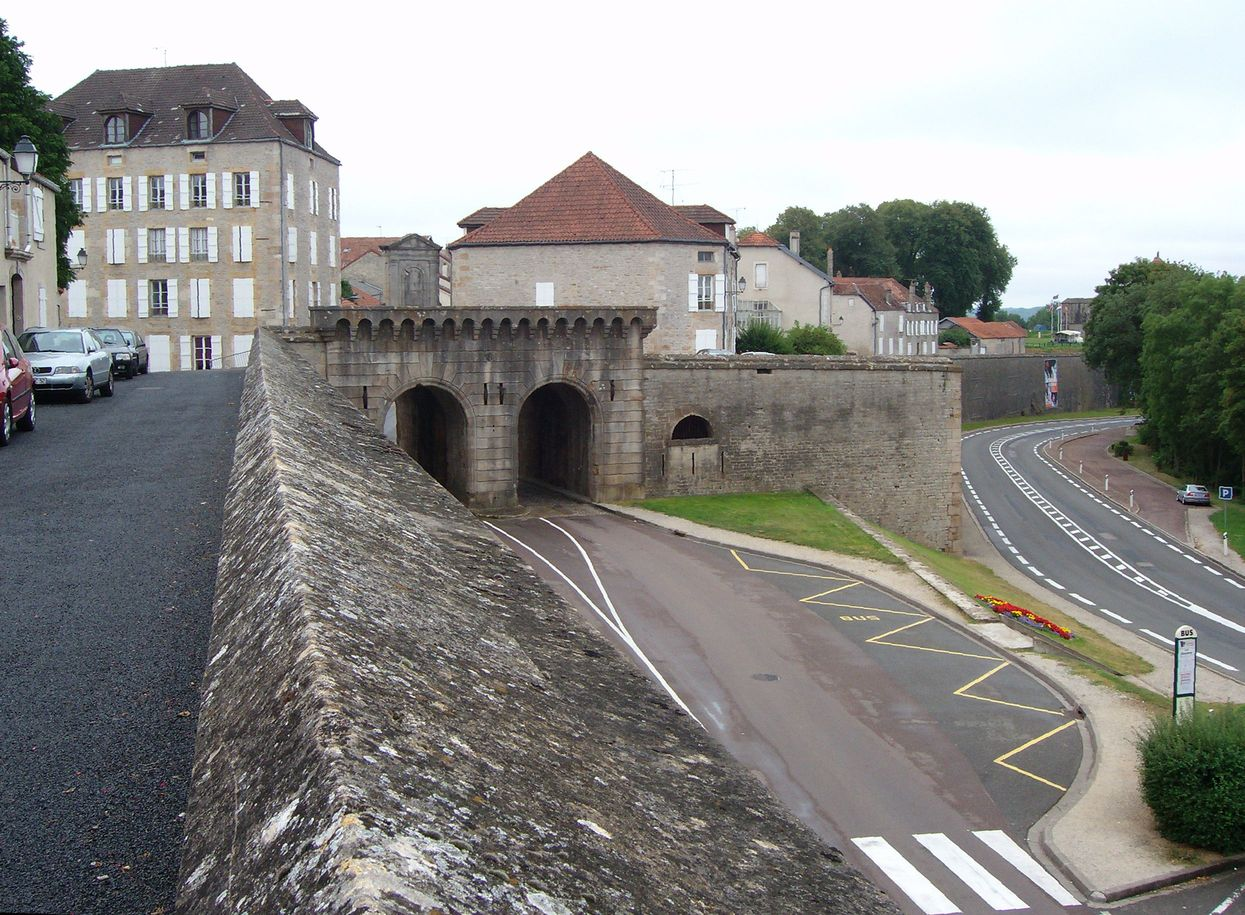
Murallas: Puerta Nueva, también llamada des Terraux.
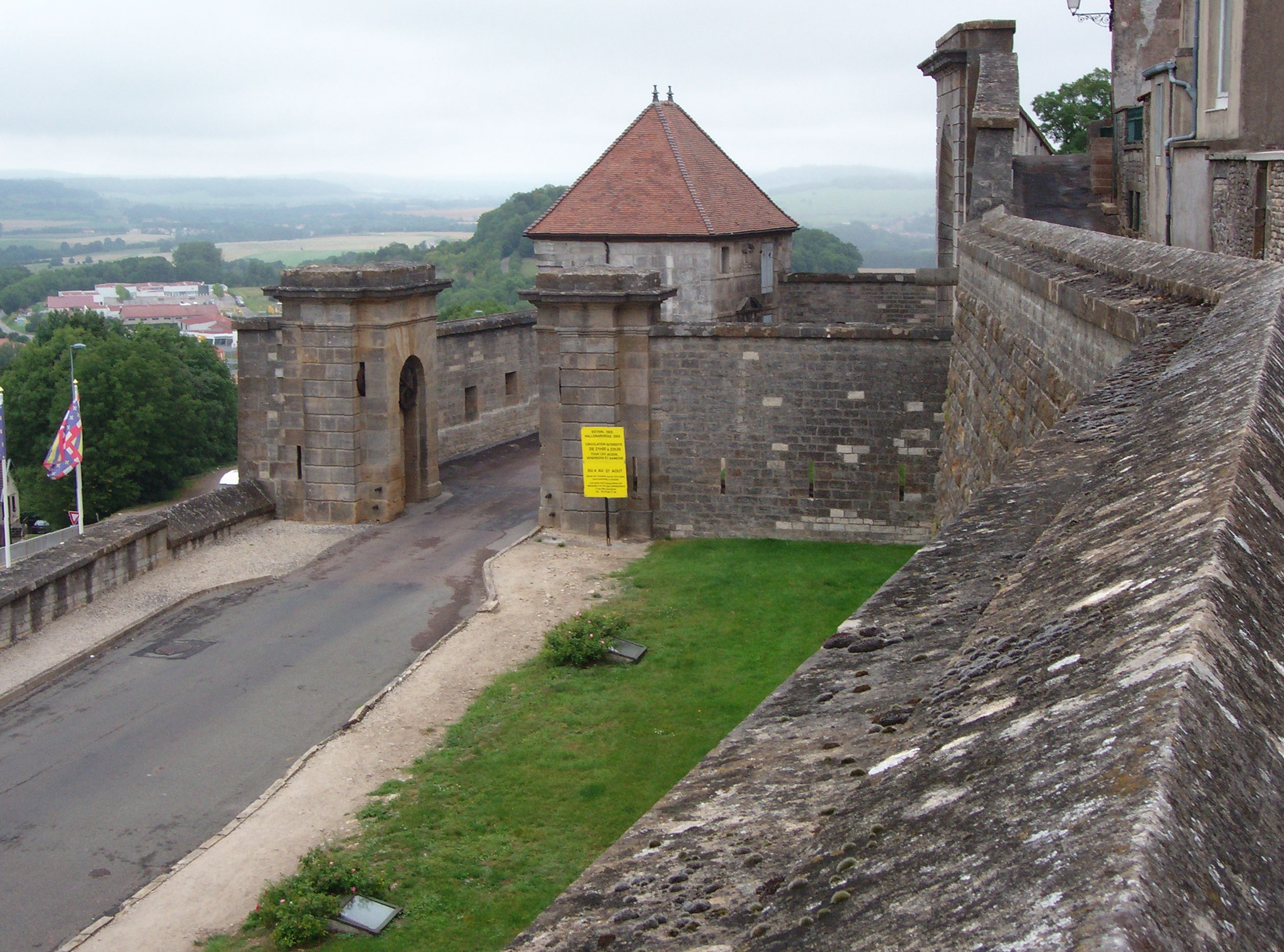
Murallas: Porte de l'Hôtel de Ville.
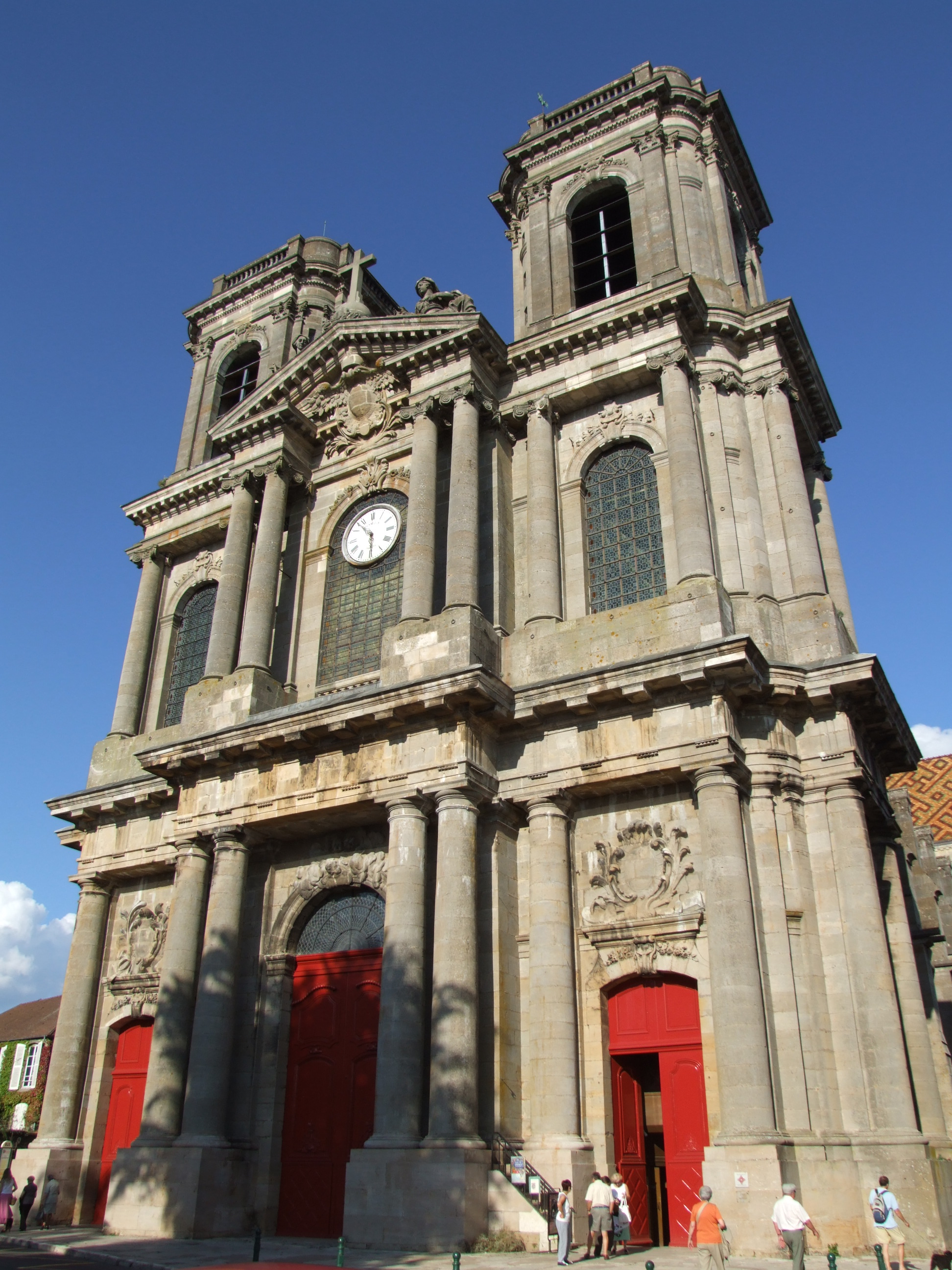
Fachada de la catedral.
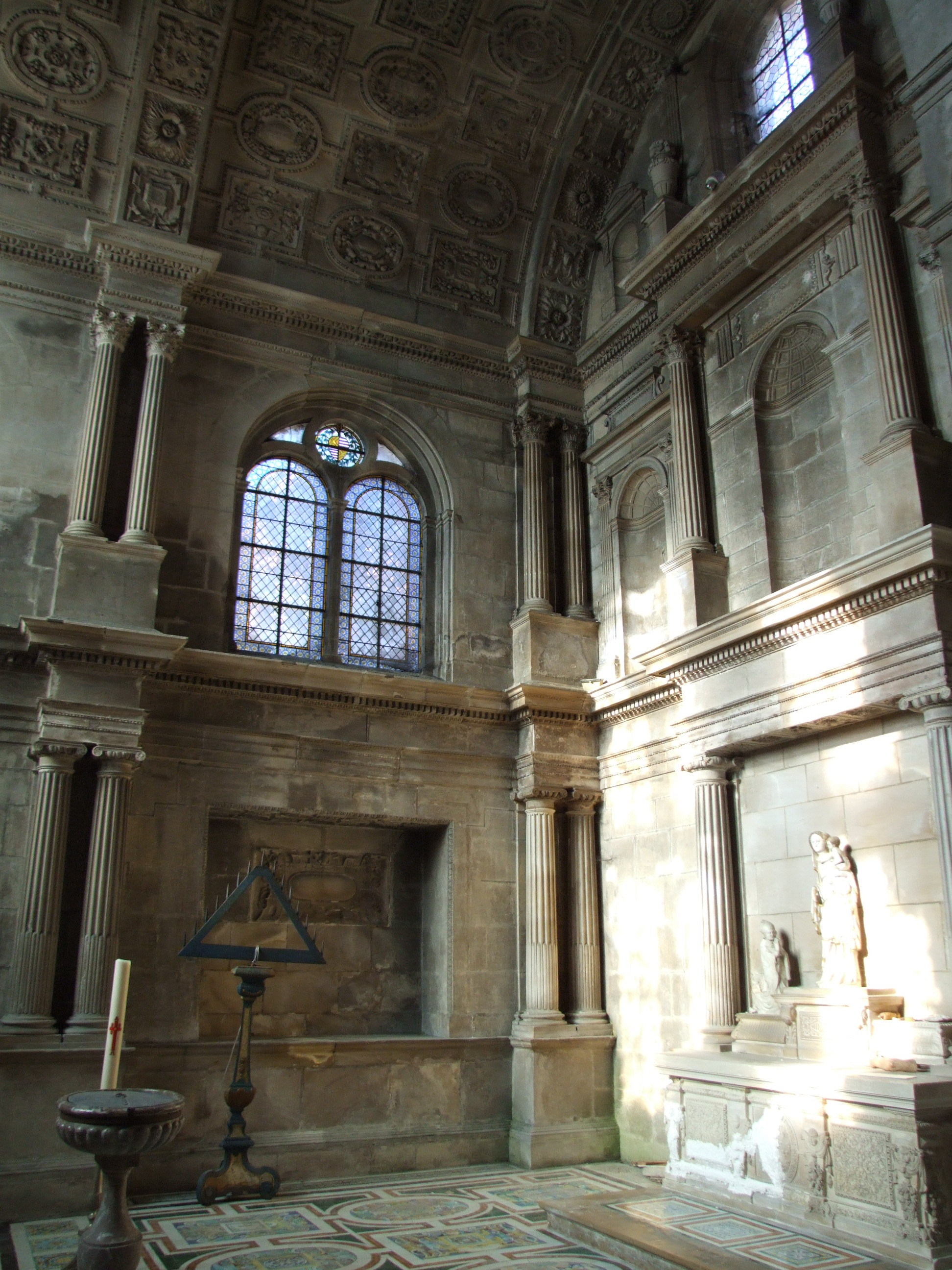
Interior de la catedral.
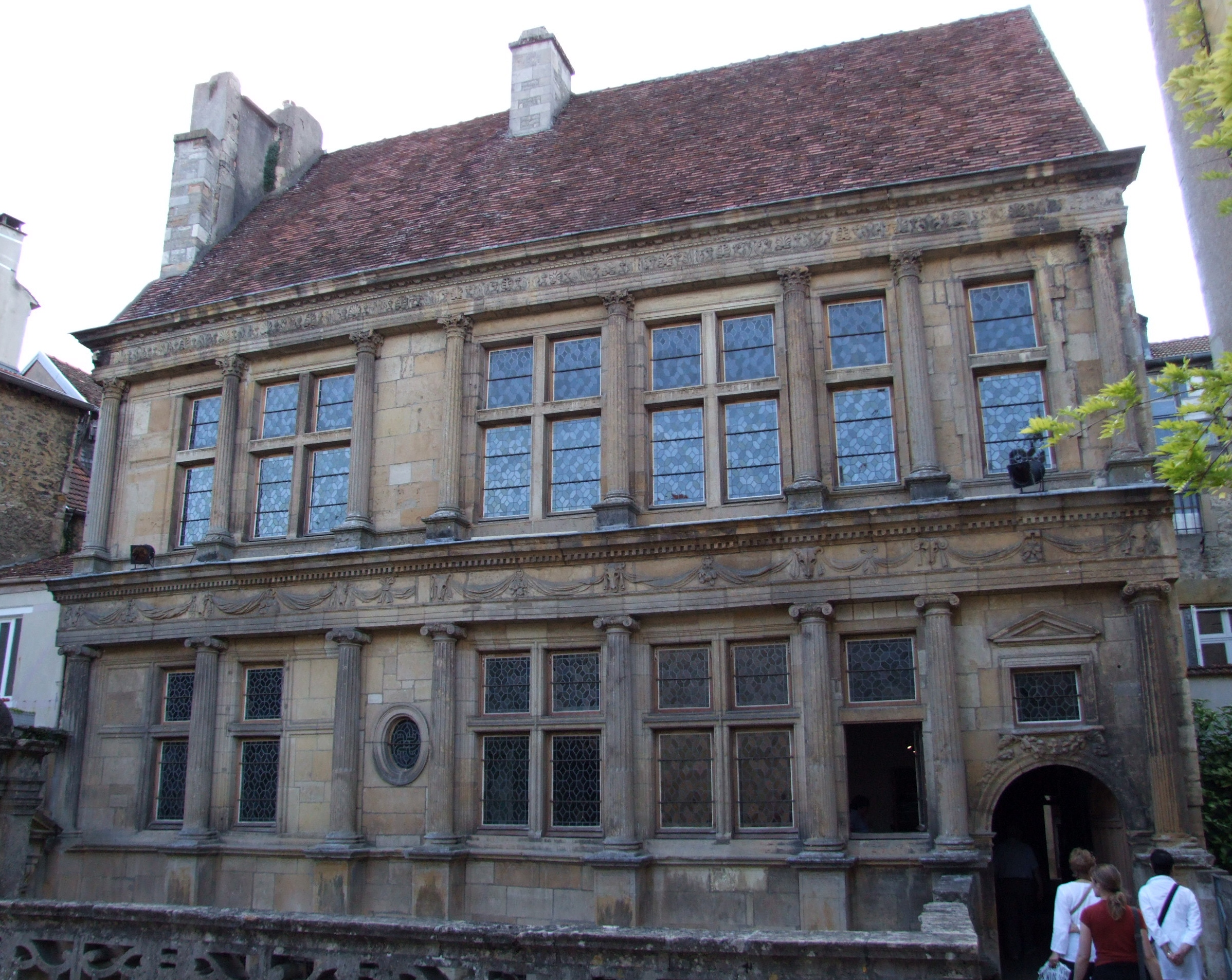
Maison Ranaissance.
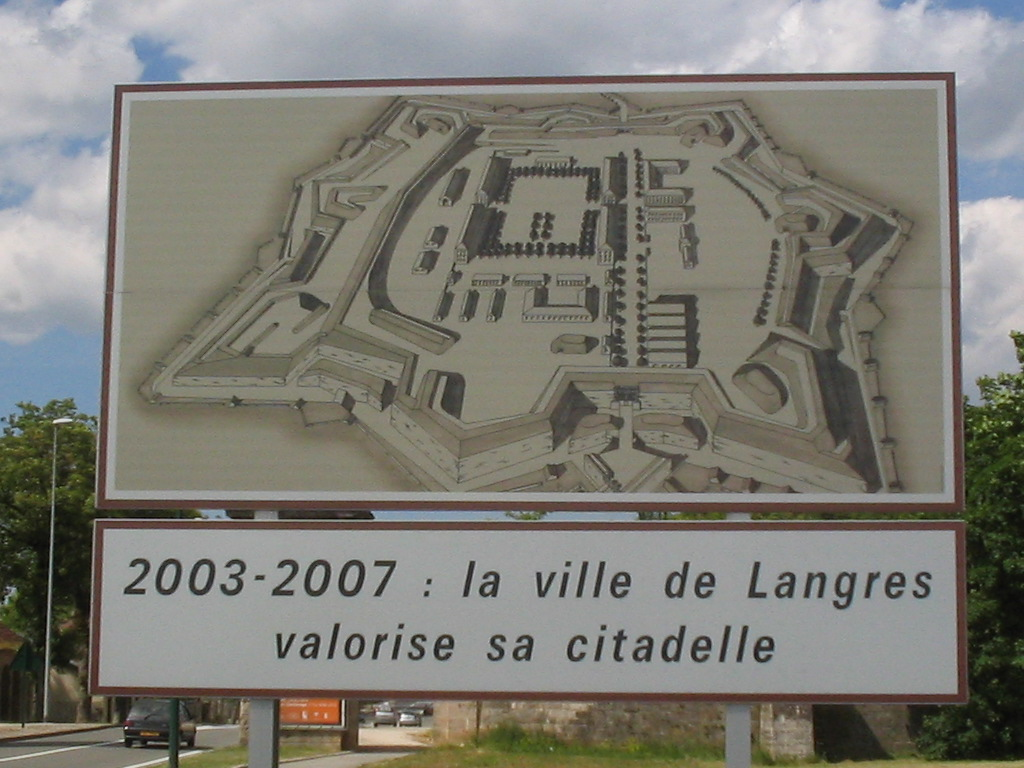
Esquema de la Ciudadela.

## Ciudades hermanadas[3]
- Abbiategrasso ( Italia)
- Beaconsfield ( Reino Unido)
- Ellwangen ( Alemania)

## Personas destacadas
Aquí nacieron:

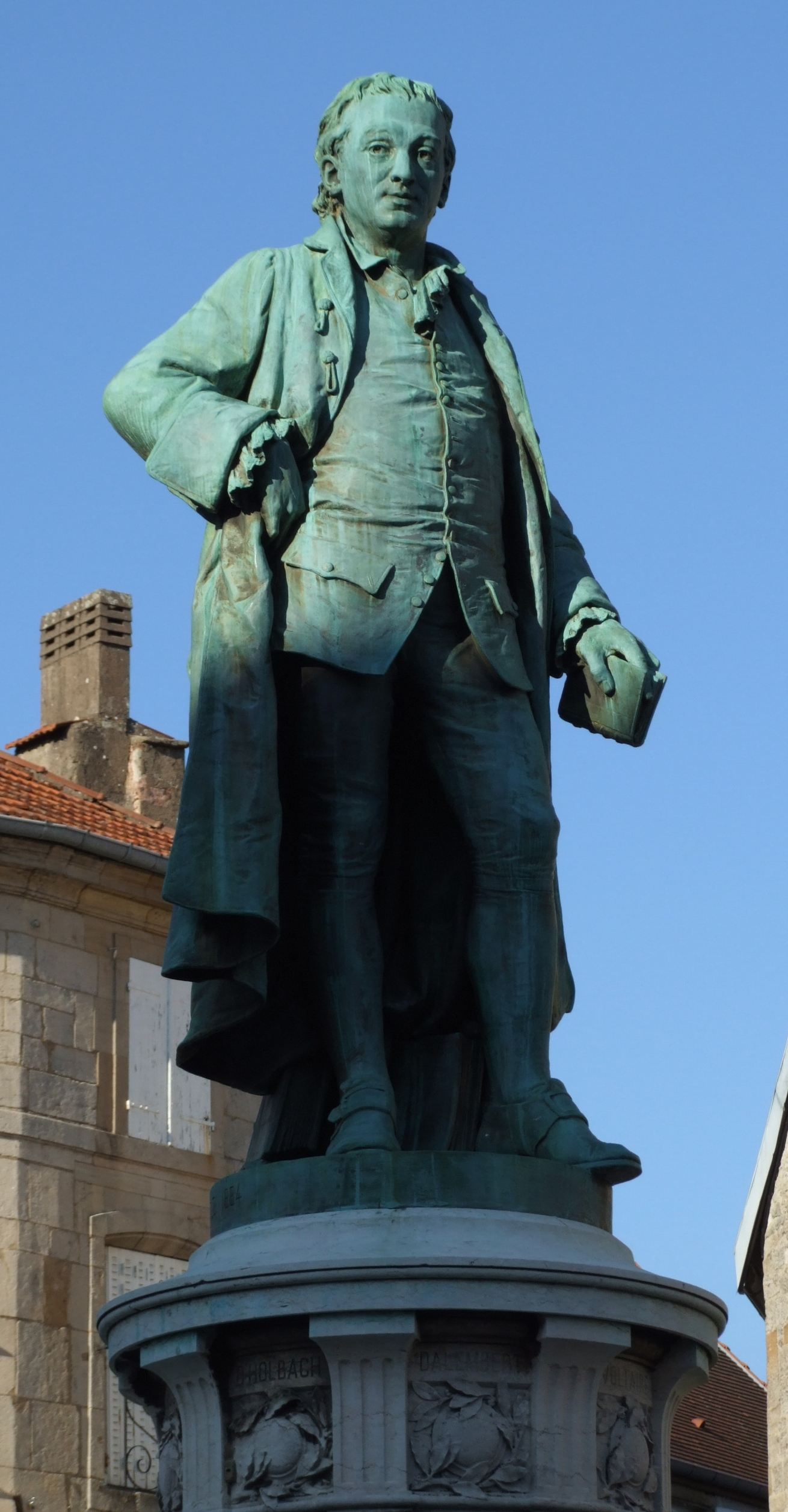
Estatua de Diderot, obra de Frédéric Bartholdi.

- Étienne Jean Bouchu (1714–1773), metalurgista y encyclopédiste

- Denis Diderot, filósofo de la Ilustración, editor en jefe de la Encyclopédie
- Nicolas Fallet, dramaturgo y periodista.
- Edme Gaulle, pintor.
- Claude Gillot, pintor.
- Jeanne Mance, cofundador de la ciudad de Montreal.
- Felipe Vigarny, uno de los más importantes escultores del renacimiento en España.
- Jules Violle, físico e inventor.

Fue también aquí donde Jean Tabourot (conocido como Thoinot Arbeau, su seudónimo, un anagrama) escribió su célebre libro de danza Orchésographie, y también donde falleció.